# Янкелевич, Янкл
Янкл Янкеле́вич (идиш יאַנקל יאַנקעלעװיטש‎‎; 1905, Ганчешты, Кишинёвский уезд, Бессарабская губерния — 1938, Тирасполь, Молдавская АССР) — еврейский советский поэт, радиоведущий, педагог. Писал на идише.

## Биография
Родился в бессарабском местечке Ганчешты (впоследствии городок Котовск, ныне райцентр Хынчештского района Молдовы), расположенном в 30 верстах от Кишинёва на речке Когыльник. Рос в Дубоссарах, где окончил хедер и народную школу. После смерти отца в 1917 году остался единственным кормильцем в семье и вынужден был бросить школу. В 1925—1932 годах жил в Одессе, учился на еврейском отделении Одесского института социального воспитания, после окончания которого в 1932 году был распределён в Тирасполь, где работал учителем еврейского языка и литературы до конца жизни. Вёл передачи на местном еврейском радио.
Дебютировал в 1925 году в газете «Одэсэр арбетэр» (Одесский рабочий), после чего публиковал стихи, рассказы, детские истории, статьи и переводы в газетах и журналах «Юнгвалд» (Поросль), «Дер пионер», «Дер эмэс» (Правда) в Москве; «Юнгер бой-кланг» (Строительный гул молодых), «Юнге гвардие» (Молодая гвардия), «Ройтэ велт» (Красный мир) и «Пролит» в Харькове; «Штерн» (Звезда), «Зай грейт» (Будь готов), «Пролетарише фон» (Пролетарское знамя), «Советише литератур» (Советская литература) и «Вос гевен ун вос геворн» (Что было и что стало, антология) в Киеве; «Октябер» в Минске, и в других.
Первый стихотворный сборник «Зафтн» (Соки) выпустил в 1931 году в Харькове, за ним последовали 3 других поэтических сборника в 1934, 1937 и 1938 годах. Поэзия Янкелевича отличалась своей лиричностью и склонностью к фольклоризации. Как поэт он избегал злободневности, больше интересуясь молдавскими пейзажами, нежели окружающим его строительством передового социалистического общества. Это ему и ставилось всё больше и больше в вину на протяжении 1930-х годов, например со стороны видного критика Г. Ременика, который упрекал Янкелевича в отсутствии интереса к воспеванию социалистического строительства.
Его стихи вошли в антологию «Шлахтн: фуфцн йор октябер ин дер кинстлеришер литератур» (Битвы: пятнадцатилетие Октября в художественной литературе, Москва, 1932).
Выступил против закрытия еврейских школ. 31 марта 1938 года был арестован в Тирасполе и осуждён на «десять лет без права переписки», и вскоре расстрелян. Реабилитирован в 1956 году «за отсутствием состава преступления».

## Книги
- זאַפֿטן (зафтн — соки, стихи 1926—1930 годов). Харьков, 1931. — 107 с.
- לאַגערן (лагерн — лагеря). Харьков—Киев: Мэлухэ-фарлаг фар ди националэ миндэрhайтн (Государственное издательство для национальных меньшинств), 1934. — 74 с.
- חבֿרים: דערצײלונגען פֿאַר קינדער (хавейрим: дерцейлунген фар киндер — друзья: рассказы для детей). Киев, 1937. — 48 с.
- פֿרײַנט (фрайнт — родня, стихи и молдавские баллады). Киев: Мэлухэ-фарлаг фар ди националэ миндэрhайтн (Государственное издательство для национальных меньшинств), 1938. — 89 с.